# Le Studio (Québec)
Le Studio, plus tard rebaptisé Studio Morin Heights, était un studio d'enregistrement résidentiel dans les Laurentides près de la ville de Morin-Heights au Québec, construit en 1972 par l'ingénieur du son et producteur André Perrotte alias André Perry (1937 - ) , et ses associés Nick Blagona et Yaël Brandeis. Le studio, où les artistes ont enregistré et séjourné, était le lieu de nombreux chanteurs canadiens et internationaux notables, y compris Rush (on le surnommait « le studios Abbey Road de Rush »), The Police et plus tard Sting en solo, les Bee Gees, Chicago, David Bowie, April Wine et Cat Stevens, entre autres. Perry a décrit l'établissement comme « les Nations Unies » : « J'avais des gens de Londres, New York, Québec, et de partout ailleurs dans le monde ».
Réputé pour son emplacement semblable à une retraite ainsi que pour son équipement de pointe, il a été l'un des premiers studios à installer une table de mixage Solid State Logic et un équipement d'enregistrement numérique RADAR. Perry a vendu le studio en 1988. En 2008, le studio avait cessé ses activités et à partir de 2015, la propriété était à vendre. Le 11 août 2017, le bâtiment a été partiellement détruit par un incendie suspect.

## Histoire
André Perry s'est fait connaître en tant qu'ingénieur du son travaillant pour John Lennon lorsque celui-ci, accompagné de Yoko Ono, est venu à Montréal pour son Bed In pour la paix. Ils enregistrèrent dans leur chambre de l'hôtel Queen Elizabeth leur hymne Give Peace a Chance avec Perry au magnétophone. Puis en 1974, André Perry cherchait à agrandir son studio, construit à l'époque dans une église du centre-ville de Montréal, là où furent entre autres enregistrés les albums Jaune et Soleil de Jean-Pierre Ferland en 1970 et 1971. Puis, André Perry a travaillé avec Olive Company pour développer l'une des premières consoles d'enregistrement avec des faders motorisés alimentant deux Studers 24 pistes synchronisés pour fournir 48 pistes. Il a, par la suite, déménagé à Morin Heights où il possédait un lac, et y construisit son atelier avec sa femme Yaël Brandeis. L'idée était de donner aux artistes du disque un lieu où ils pourraient enregistrer et vivre dans une atmosphère créative, dans des Laurentides: Les Bee Gees, qui ont enregistré Children of the World (1976) au Studio, y sont restés cinq mois. Au départ, il comprenait une maison d'hôtes à environ une demi-heure de route, mais elle a été accidentellement incendiée par Roy Thomas Baker et Ian Hunter, selon le concepteur et ingénieur du studio Nick Blagona. Plus tard, une maison de l'autre côté du lac a été acquise et agrandie. Au début des années 1980, il avait une réputation de premier lieu d'enregistrement nord-américain, après que Rush, David Bowie et April Wine y aient enregistré des albums.
En 1986, Le Studio a émis des actions à la Bourse de Montréal afin d'acquérir des fonds pour la construction d'un deuxième studio, doté de capacités audio et vidéo, dans l'État américain de Washington. 1,1 million d'actions évaluées à 3,50 $ ont été vendues. Perry et Brandeis ont conservé des intérêts majoritaires. Ils ont dépensé 500,000 $ sur une unité d'effets vidéo numériques Quantel Mirage, dans l'espoir d'installer plus d'équipement pour permettre l'enregistrement d'effets sonores et de musique de film, ainsi qu'une salle Synclavier.
En 1988, Perry et Brandeis ont vendu le studio et Perry a pris sa retraite au début des années 1990. Le studio, alors appelé Studio Morin Heights, a été acquis en 1993 par L'Equipe Spectra, une compagnie de divertissement surtout connue pour le Festival international de jazz de Montréal qui comptait également plusieurs artistes locaux. Rush et d'autres groupes ont continué à y faire leur tracking. Les nouveaux propriétaires ont également construit une nouvelle salle de studio, appelée "Far Side", qui offrait un enregistreur audio RADAR numérique et permettait aux bandes locales aux budgets modestes de bénéficier des équipements. Le site de 233 acres (0,94 km2) a été mis en vente en juillet 2007, avec un prix demandé de 2,45 millions de dollars canadiens. [11] Le studio a été fermé en mars 2003 par Spectra. La propriété est restée à vendre jusqu'en 2009, lorsque le terrain a été acheté avec l'intention de convertir la zone en retraite et spa. Cependant, il est resté inoccupé, tombant en mauvais état et a été vandalisé à plusieurs reprises.
Une campagne kickstarter de 2,4 millions de dollars américains a été lancée en 2015 pour reconstruire Le Studio, mais seulement 4 000 dollars ont été promis.
Le 11 août 2017, le bâtiment du studio a été partiellement détruit par un incendie dans un cas présumé d'incendie criminel. Le quartier résidentiel du studio a été complètement détruit. La zone d'enregistrement est toujours debout mais est gravement endommagée. Geddy Lee de Rush a déclaré à la CBC, «c'était vraiment une partie du grand paysage canadien ... et littéralement une deuxième maison loin de chez nous pour nous. Il aura toujours une place spéciale dans notre cœur.» 
D'autres artistes internationaux à enregistrer au Studio incluent Nazareth, The Police, Sting, Cat Stevens, The Bee Gees, Keith Richards, Kim Mitchell et Bryan Adams. En janvier 1992, Céline Dion y a enregistré "With This Tear", une chanson écrite par Prince et produite par Walter Afanasieff pour l'album éponyme de cette dernière. Rush a enregistré au Studio pendant "le pic et la fin" de l'ère Terry Brown .
Certains des ingénieurs qui y ont travaillé comprennent Nick Blagona, Ed Stasium, Leanne Unger réputée pour avoir œuvré avec le poète et chanteur canadien Leonard Cohen, Frank Opolko, Paul Northfield, Glen Robinson, Robert DiGioia, Paul Milner, Simon Pressey, Jacques Deveau, George Pelekoudis et W. Le Gallee.
La maison et les terrains peuvent être vus dans les vidéoclips des sessions d'enregistrement des chansons de Rush, "Tom Sawyer", "Limelight" et "Vital Signs". Le studio est également vu dans le clip d'April Wine pour "I Like to Rock". En outre, un épisode de Popular Mechanics for Kids y a été enregistré, avec Elisha Cuthbert démontrant des techniques d'enregistrement et de mixage.
Dès 1994, un nouveau studio d'enregistrement a vu le jour à Morin Heights par l'artiste suédois Lars Westvind, le «Studio Nomade», d'abord pour la chanteuse canadienne Sarah McLachlan , puis depuis l'an 2000, d'autres artistes y ont aussi travaillé et il est toujours fréquenté de nos jours par des musiciens et chanteurs réputés.

## Albums enregistrés au Studio Morin Heights
| Artiste                                                                                      | Titre                                                                | Année |
| -------------------------------------------------------------------------------------------- | -------------------------------------------------------------------- | ----- |
| Cat Stevens                                                                                  | Numbers                                                              | 1975  |
| Bee Gees                                                                                     | Children of the World                                                | 1976  |
| Pilot (en)                                                                                   | Morin Heights                                                        | 1976  |
| Robert Charlebois, Yvon Deschamps, Jean-Pierre Ferland, Claude Léveillée et Gilles Vigneault | 1 fois 5 (enregistrement devant public)                              | 1976  |
| Garolou                                                                                      | Garolou                                                              | 1978  |
| Crack the Sky                                                                                | Safety in Numbers                                                    | 1978  |
| April Wine                                                                                   | Harder ... Faster                                                    | 1979  |
| Rush                                                                                         | Permanent Waves                                                      | 1980  |
| Maneige                                                                                      | Montréal, 6 am                                                       | 1980  |
| The Police                                                                                   | Ghost in the Machine Every Little Thing She Does Is Magic uniquement | 1981  |
| Rush                                                                                         | Moving Pictures                                                      | 1981  |
| Bryan Adams                                                                                  | You Want It You Got It                                               | 1981  |
| Paul Piché                                                                                   | Paul Piché                                                           | 1982  |
| Rush                                                                                         | Signals                                                              | 1982  |
| Rainbow                                                                                      | Straight Between the Eyes                                            | 1982  |
| Robert Charlebois                                                                            | Robert Charlebois                                                    | 1983  |
| Bryan Adams                                                                                  | Cuts Like a Knife                                                    | 1983  |
| The Police                                                                                   | Synchronicity (overdubs)                                             | 1983  |
| Asia                                                                                         | Alpha                                                                | 1983  |
| Rush                                                                                         | Grace Under Pressure                                                 | 1984  |
| David Bowie                                                                                  | Tonight                                                              | 1984  |
| Paul Piché                                                                                   | Nouvelles D'Europe                                                   | 1984  |
| Sting                                                                                        | The Dream of the Blue Turtles                                        | 1985  |
| Corey Hart                                                                                   | Boy in the Box                                                       | 1985  |
| Luba                                                                                         | Between The Earth and Sky                                            | 1986  |
| Glass Tiger                                                                                  | The Thin Red Line                                                    | 1986  |
| The Northern Pikes                                                                           | The Northern Pikes                                                   | 1988  |
| Keith Richards                                                                               | Talk Is Cheap                                                        | 1988  |
| Paul Piché                                                                                   | Sur le chemin des incendies                                          | 1988  |
| Rush                                                                                         | Presto                                                               | 1989  |
| Vilain Pingouin                                                                              | Vilain Pingouin                                                      | 1990  |
| Rush                                                                                         | Roll the Bones                                                       | 1991  |
| Barenaked Ladies                                                                             | Gordon                                                               | 1992  |
| Daniel Bélanger                                                                              | Les insomniaques s'amusent                                           | 1992  |
| Lawrence Gowan                                                                               | ...But You Can Call Me Larry                                         | 1993  |
| Rush                                                                                         | Counterparts                                                         | 1993  |
| Beau Dommage                                                                                 | Beau Dommage                                                         | 1994  |
| Sarah McLachlan                                                                              | Fumbling Towards Ecstasy                                             | 1994  |
| Julie Masse                                                                                  | Circle of One                                                        | 1994  |
| Kate et Anna McGarrigle                                                                      | Matapédia                                                            | 1996  |
| Moist                                                                                        | Creature                                                             | 1996  |
| Lhasa de Sela                                                                                | La Llorona                                                           | 1997  |
| Grimskunk                                                                                    | Fieldtrip                                                            | 1998  |
| John Hassall                                                                                 | Fascinoma                                                            | 1999  |
| The Tea Party                                                                                | The Interzone Mantras                                                | 2001  |
| Les Respectables                                                                             | Quadrosonic                                                          | 2002  |
| Grimskunk                                                                                    | Seventh Wave                                                         | 2002  |